# Hans Feichtlbauer
Hans Feichtlbauer (* 16. Juli 1879 in Andorf; † 14. August 1957 in Linz) war ein österreichischer Architekt.

## Leben und Wirken

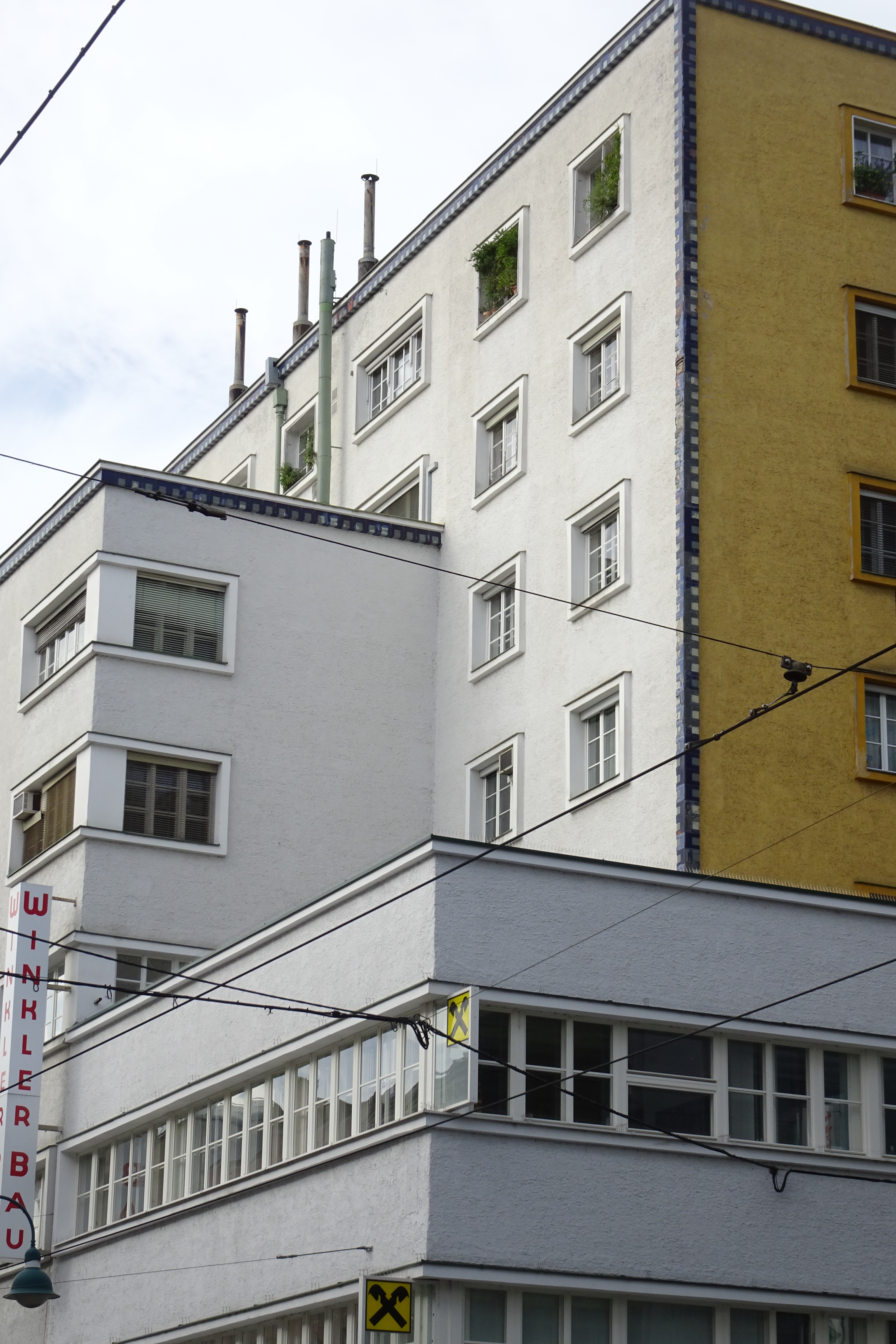
Der Winklerbau in der Linzer Landstraße

Hans Feichtlbauer besuchte die Gewerbeschule in Reichenberg in Nordböhmen und studierte an der Akademie der bildenden Künste Wien bei Victor Luntz. Von 1902 bis 1914 war er als Mitarbeiter in der Dombaukanzlei in Linz. Ab 1918 war Feichtlbauer als selbständiger Architekt in Linz tätig.
Sein Werk umfasst Landhäuser, Wohn- und Geschäftsbauten sowie Kirchenbauten.

## Anerkennungen

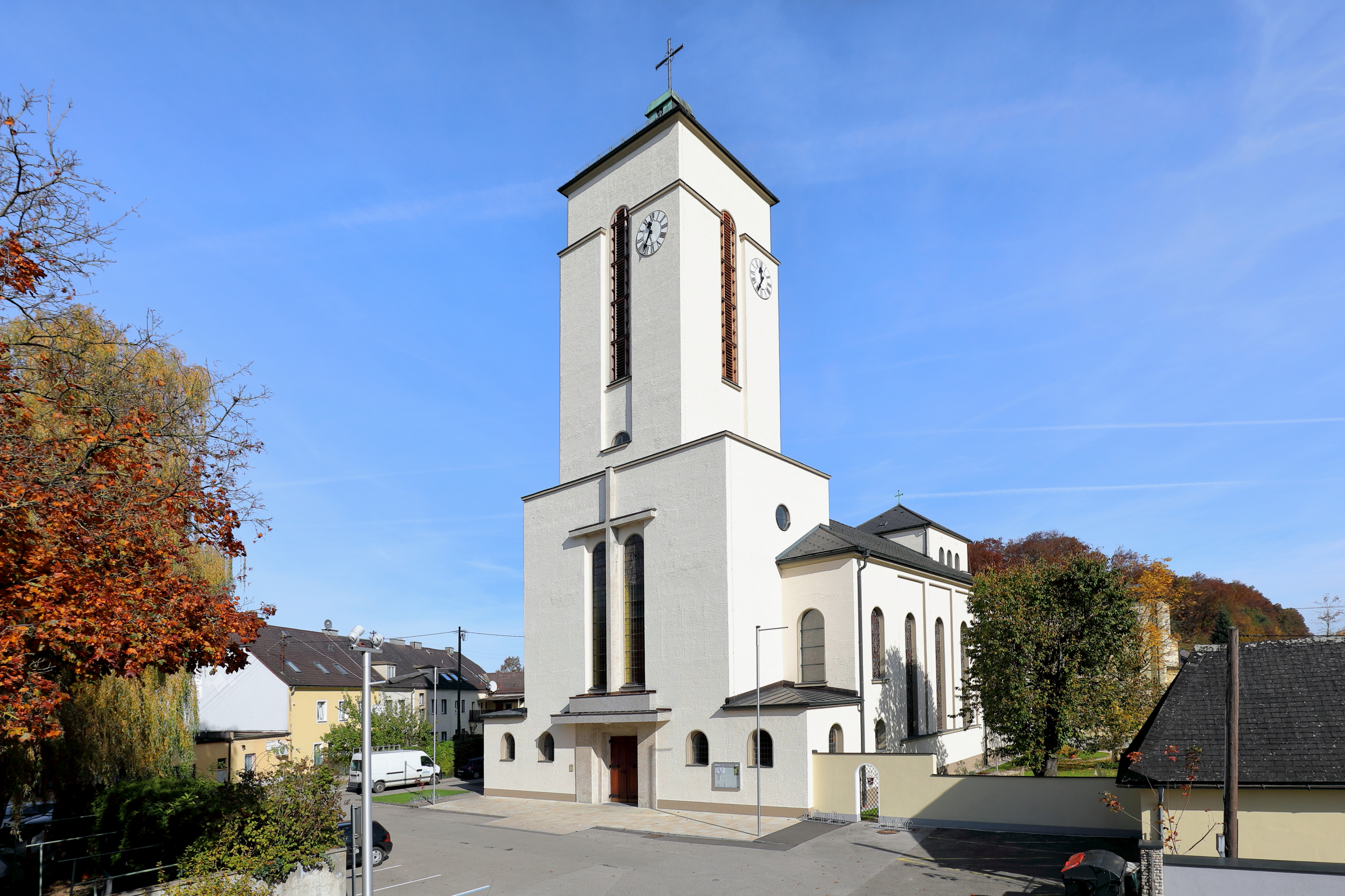
Pfarrkirche Attnang

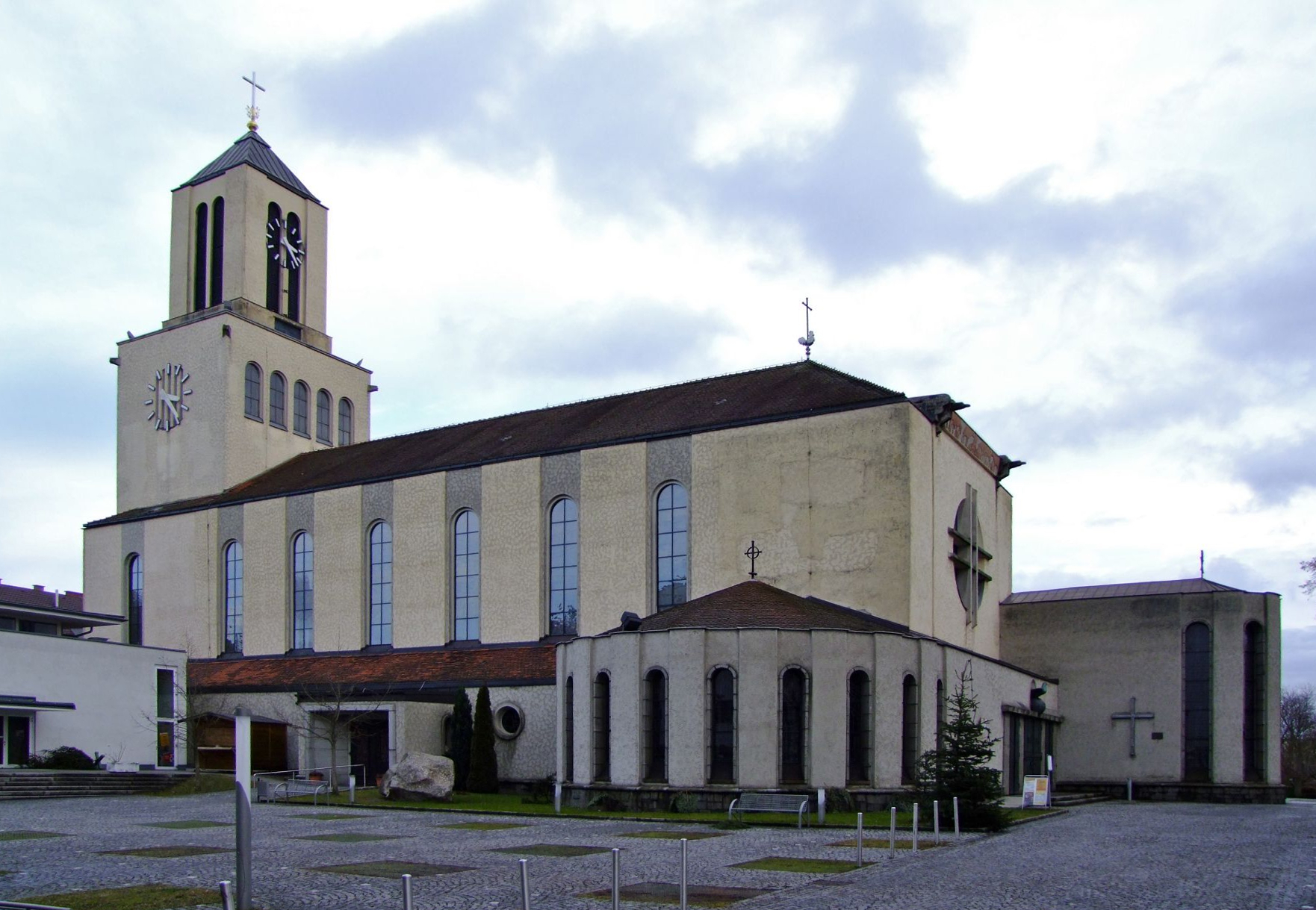
Friedenskirche Linz

- In Andorf wurde die Hans-Feichtlbauer-Straße nach ihm benannt.

## Werke
- 1927–1928: Grand Hotel de l’Europe (Linz), 1982 abgebrochen
- 1930: Karmelitenbau in Linz (Landstraße 35)
- 1931–1932: Winklerbau in Linz (Landstraße 15)
- 1933–1951: mit Peter Behrens, Alexander Popp und Hans Foschum: Friedenskirche bzw. Christkönigkirche in Linz
- 1935–1936: alte Severinkirche in Linz (Posthofstraße)
- 1935–1951 Pfarrkirche hl. Geist in Attnang-Puchheim
- 1947–1962: Karmelitinnenkirche in Linz
- 1950: Neugestaltung der Kirche der Marienschwestern in Linz (Friedensplatz 1)
- 1954–1955: Erweiterung der Pfarrkirche Oberkappel
- Pfarrkirche Neustift im Mühlkreis
- Filialkirche St. Isidor (Leonding)
- Rathaus Andorf (Bösbauer-Villa)
- einige kommunale Wohnbauten in Linz